# Szebény
Szebény è un comune dell'Ungheria di 463 abitanti (dati 2008) situato nella contea di Baranya, regione Transdanubio Meridionale